# Vespertine
Vespertine é o quarto álbum de estúdio da cantora islandesa Björk, lançado em 2001. Coros, harpas e caixinhas de música formam os elementos principais para a criação do onírico Vespertine. Considerando o estilo de seu último álbum, Homogenic, que foi feito com um peso incomparável a este, Björk revoluciona sentimentos de profundeza, ironia e de uma mulher sexy, juntando tudo isso e levando a um nível extremamente simbólico e organizado.
"Hidden Place", a primeira faixa do álbum, é um exemplo clássico das inovações que Björk fez em Vespertine, em que usou efeitos de disco ao inverso, colocou uma trilha com profundeza que mostrasse marcar algum sentimento, e finalizou com uma percepção amorosa que a maioria das mulheres esperam. As doze faixas de Vespertine estão muito bem diversificadas e variadas, causando momentos de contradição também, como em "Pagan Poetry". Vespertine foi certificado em Platina na França, com vendas de mais de 222 000 cópias, alcançando também o terceiro lugar na Finlândia. 
O álbum foi relançado em 2006, no formato DualDisc no Box (____surrounded): incluindo novos mixes e vídeos, ambos em Dolby Digital e DTS 96/24 5.1 surround sound.

## Antecedentes e desenvolvimento
Em julho de 1996, Björk publicou um poema intitulado "Techno Player" na revista Details que mais tarde seria usado como parte da letra de "All Neon Like". O poema continha ideias temáticas como fazer casulo e tecelagem de fios que ela mais tarde exploraria em Vespertine. No ano anterior, Björk lançara Homogenic, um álbum altamente aclamado em seu lançamento inicial e estilisticamente diferente de seus dois lançamentos anteriores, descrito por ela como "muito emocionalmente conflituoso e [...] muito dramático". A cantora também descreveu "All Is Full of Love", a última faixa de Homogenic, como a primeira música de Vespertine, já que ela se opunha da estética "agressiva" do disco.
Em 2000, Björk estrelou no filme Dançando no Escuro, de Lars von Trier, e compôs sua trilha sonora, Selmasongs. O processo de filmagem foi conflitante, pois Von Trier acreditava que o problema era duplo: os dois artistas eram conhecidos por serem "ditadores" em relação a seus trabalhos e que Björk era incapaz de se separar de sua pessoa enquanto atuava. Ela escreveu que "ele tem que destruir [as personagens principais femininas] durante a filmagem" e declarou que ela nunca mais participaria de um filme. Sua atuação foi elogiada: o filme foi premiado com a Palma de Ouro no Festival de Cannes e recebeu o prêmio de Melhor Atriz. Em 25 de março de 2001, Björk compareceu a 73ª Edição do Oscar - "I've Seen It All" estava nomeada como Melhor Música Original - vestindo um vestido de cisne desenhado por Marjan Pejoski que causou um frenesi da mídia e foi amplamente criticado.
Enquanto ela trabalhava no filme, ela também começava a produzir seu próximo álbum, compondo nova música e juntando-se a novos colaboradores. Ela disse que "Selmasongs era o trabalho diurno e Vespertine era o hobby". As sessões iniciais se deram na Espanha com o programador Jake Davies. Seu novo relacionamento com o artista Matthew Barney e a tensão durante as filmagens de Dançando no Escuro foram referidas como as duas principais forças que moldaram o que se tornaria Vespertine. Como o processo de filmagem do filme exigia que ela fosse extrovertida, a nova música que ela criava se tornou silenciosa e tranquila como uma maneira de escapar. Björk contratou Valgeir Sigurðsson para transferir alguns de seus equipamentos de estúdio da Islândia para a Dinamarca, onde a filme estava sendo filmado. Enquanto vivia em Copenhaga, ela também contactou o músico eletrônico Thomas Knak, também conhecido como Opiate, após ela ter gostado de seu álbum de 1999, Objects for an Ideal Home. 
Björk então começou a fazer um álbum com um humor doméstico com "humores e barulhos diários traduzidos em melodias e batidas", daí seu título provisória Domestika. Eal começou a usar seu notebook para compor música. Para os arranjos de cordas e de caixa de música, ela usou o programa de edição de partituras chamado Sibelius. Na Islândia, os programadores Jake Davies e Marius de Vries se juntaram a Björk na sessão de composição, criando novas músicas, além das nova já mixadas. Depois, ela "montou um acampamento [...] durante o verão" em um sótão nova-iorquino e começou a trabalhar com a harpista Zeena Parkins. Grande parte do álbum foi "composto, feito e editado" naquele sótão, no que foi chamado de "sessões Domestika". Algumas músicas foram gravadas como overdub das sessões espanholas. Como ela queria compor suas próprias músicas em caixas de música, Björk contactou uma empresa fabricante de caixas de música pedindo caixas de acrílico transparentes porque ela queria que o som fosse "o mais duro possível, como se estivesse congelado". Ela decidiu usar instrumentos cujos sons não seriam comprometidos se baixadas de sites como Napster. Ela explicou:
Eu uso micro-batidas, muitos vocais sussurrados, o que eu acho que soam bem quando baixados por causa do segredo do médio. Os únicos instrumentos acústicos que eu usava seriam aqueles que tinham um som bom quando baixados, como a harpa, a caixa de música, celesta e clavicórdio. Eles são sons valiosos. E os instrumentos de cordas acabaram sendo mais texturas panorâmicas no fundo. É tudo sobre estar em uma pequena casa, sozinho.

## Faixas
1. "Hidden Place" (Björk/Sigsworth/Bell) – 5:28
2. "Cocoon" (Björk/Knak) – 4:28
3. "It's Not Up to You" (Björk) – 5:08
4. "Undo" (Björk/Knak) – 5:38
5. "Pagan Poetry" (Björk) – 5:14
6. "Frosti" (Björk) – 1:41
7. "Aurora" (Björk) – 4:39
8. "An Echo, A Stain" (Björk/Sigsworth) – 4:04
9. "Sun in My Mouth" (Björk/Sigsworth/Cummings) – 2:40
10. "Heirloom" (Björk/Console) – 5:12
11. "Harm of Will" (Björk/Sigsworth/Korine) – 4:36
12. "Unison" (Björk) – 6:45
13. "Generous Palmstroke" (Björk/Parkins) [Edição Japonesa, Faixas Bônus] – 4:24

## Tabelas e Listas
| País          | Posição na Parada | Certificação | Vendas   |
| ------------- | ----------------- | ------------ | -------- |
| Áustria       | 5                 |              |          |
| Finlândia     | 3                 |              |          |
| França        | 1                 | Platina      | 222,000+ |
| Nova Zelândia | 32                |              |          |
| Suécia        | 7                 |              |          |
| Suíça         | 3                 |              |          |
| U.K.          | 8                 |              |          |
| United States | 19                |              | 404,000+ |

## Ligações Externas
- Vespertine mini-site